# Can't Let You Go
Can't Let You Go è un brano musicale del rapper statunitense Fabolous, con la partecipazione dei cantanti Lil' Mo e Mike Shorey, estratto come secondo singolo dall'album Street Dreams.

## Tracce
12" Maxi Desert Storm / Elektra 7559-67435-0 (Warner)
1. Can't Let You Go (Album Version)
2. Can't Let You Go (Main Remix Original Version)
3. Young'N (Album Version)
4. Can't Deny It (Album Version)
5. Can't Let You Go (Remix Instrumental)
6. Young'N (Instrumental)
7. Can't Deny It (Instrumental)

CD Single Elektra – 7559-67432-2
1. Can't Let You Go (Amended Version) – 3:45
2. Can't Let You Go (Remix Amended Version) – 4:11

## Classifiche
| Classifica (2003)                               | Posizione più alta |
| ----------------------------------------------- | ------------------ |
| Australian Singles Chart                        | 27                 |
| Belgian Ultratop 50 Singles Chart (Fiandre)     | 37                 |
| Dutch Top 40                                    | 9                  |
| German Singles Chart                            | 70                 |
| Irish Singles Chart                             | 43                 |
| New Zealand Singles Chart                       | 33                 |
| Swedish Singles Chart                           | 53                 |
| Swiss Singles Chart                             | 95                 |
| Official Singles Chart                          | 14                 |
| U.S. Billboard Hot 100                          | 4                  |
| U.S. Billboard Hot R&B/Hip-Hop Singles & Tracks | 2                  |
| U.S. Billboard Hot Rap Tracks                   | 2                  |